# Colombia en la Copa América 1993
La selección de fútbol de Colombia fue una de las selecciones de fútbol que participó de la Copa América de 1993 realizada en Ecuador. Colombia integró el Grupo C junto con Argentina, México y Bolivia. El equipo comenzó derrotando a México 2-1 en fase de grupos, para luego empatar 1-1 tanto frente a Bolivia como a Argentina, finalizando primera en su grupo. En cuartos de final empató con Uruguay gracias a un gol agónico de Perea para luego derrotarla mediante los tiros desde el punto de penal. En semifinales fue derrotada por Argentina nuevamente por la vía de los penales. Colombia se mediría ante Ecuador por el tercer lugar, ganando 1-0.

## Convocados
Datos correspondientes a la situación previa al inicio del torneo.
| #     | Nombre                  | Posición           | Club               |
| ----- | ----------------------- | ------------------ | ------------------ |
| 1     | Óscar Córdoba           | Arquero            | América de Cali    |
| 12    | Faryd Mondragón         | Arquero            | Argentinos Juniors |
| 22    | José María Pazo         | Arquero            | Junior             |
| 4     | Luis Fernando Herrera   | Defensa            | Atlético Nacional  |
| 3     | Alexis Mendoza          | Defensa            | Junior             |
| 18    | Diego Osorio            | Defensa            | Atlético Nacional  |
| 15    | Luis Carlos Perea       | Defensa            | Junior             |
| 20    | Wilson Pérez            | Defensa            | América de Cali    |
| 14    | Leonel Álvarez          | Mediocampista      | América de Cali    |
| 2     | Óscar Fernando Cortés   | Mediocampista      | Millonarios        |
| 8     | Alexis García           | Mediocampista      | Atlético Nacional  |
| 5     | Hernán Gaviria          | Mediocampista      | Atlético Nacional  |
| 6     | Gabriel Jaime Gómez     | Mediocampista      | Atlético Nacional  |
| 16    | Harold Lozano           | Mediocampista      | América de Cali    |
| 13    | Víctor Pacheco          | Mediocampista      | Junior             |
| 19    | Freddy Rincón           | Mediocampista      | América de Cali    |
| 10    | Carlos Valderrama       | Mediocampista      | Junior             |
| 9     | Víctor Hugo Aristizábal | Delantero          | Atlético Nacional  |
| 17    | Faustino Asprilla       | Delantero          | Parma FC           |
| 7     | Orlando Maturana        | Delantero          | Deportes Tolima    |
| 21    | Ricardo Pérez Tamayo    | Delantero          | Millonarios        |
| 11    | Adolfo Valencia         | Delantero          | Bayern Múnich      |
| D. T. | Francisco Maturana      | Francisco Maturana | Francisco Maturana |

El portero René Higuita no fue convocado por problemas legales. y Iván René Valenciano no fue convocado por razones desconocidas.                                                                                                     

## Participación

### Grupo C
| Equipo    | Pts | PJ | PG | PE | PP | GF | GC | DIF |
| --------- | --- | -- | -- | -- | -- | -- | -- | --- |
| Colombia  | 4   | 3  | 1  | 2  | 0  | 4  | 3  | +1  |
| Argentina | 4   | 3  | 1  | 2  | 0  | 3  | 2  | +1  |
| México    | 2   | 3  | 0  | 2  | 1  | 2  | 3  | –1  |
| Bolivia   | 2   | 3  | 0  | 2  | 1  | 1  | 2  | –1  |

| 16 de junio de 1993 | Colombia                       | 2:1 (1:0) | México    | Estadio 9 de Mayo, Machala                               |                                                          |
|                     | Valencia 35' · Aristizábal 87' |           | 57' Zague | Asistencia: 20 000 espectadores Árbitro(s): Jorge Nieves | Asistencia: 20 000 espectadores Árbitro(s): Jorge Nieves |

| 20 de junio de 1993 | Colombia            | 1:1 (1:1) | Bolivia        | Estadio 9 de Mayo, Machala                                 |                                                            |
|                     | Maturana 18' (pen.) |           | 14' Etcheverry | Asistencia: 11 000 espectadores Árbitro(s): Márcio Rezende | Asistencia: 11 000 espectadores Árbitro(s): Márcio Rezende |

| 23 de junio de 1993 | Argentina  | 1:1 (1:1) | Colombia  | Estadio Monumental, Guayaquil                              |                                                            |
|                     | Simeone 2' |           | 5' Rincón | Asistencia: 45 000 espectadores Árbitro(s): Márcio Rezende | Asistencia: 45 000 espectadores Árbitro(s): Márcio Rezende |

### Cuartos de final
| 26 de junio de 1993 | Colombia                                           | 1:1 (0:0) (5:3 p.)         | Uruguay                               | Estadio Monumental, Guayaquil                                             |                                                                           |
|                     | Perea 88'                                          |                            | 63' Saralegui                         | Asistencia: 10 000 espectadores Árbitro(s): Juan Francisco Escobar Valdez | Asistencia: 10 000 espectadores Árbitro(s): Juan Francisco Escobar Valdez |
|                     |                                                    | Tiros desde el punto penal |                                       |                                                                           |                                                                           |
|                     | Asprilla · Mendoza · Valderrama · Pérez · Valencia |                            | Pelletti · Saralegui · Moas · Siboldi |                                                                           |                                                                           |

### Semifinales
| 1 de julio de 1993 | Argentina                                                     | 0:0 (6:5 p.)               | Colombia                                                       | Estadio Monumental, Guayaquil                            |  |
|                    |                                                               |                            |                                                                | Asistencia: 15 000 espectadores Árbitro(s): Jorge Nieves |  |
|                    |                                                               | Tiros desde el punto penal |                                                                |                                                          |  |
|                    | Gorosito · Batistuta · Simeone · Rodríguez · Acosta · Borelli |                            | Rincón · Asprilla · Mendoza · Pérez · Valderrama · Aristizábal |                                                          |  |

### Tercer lugar
| 3 de julio de 1993 | Ecuador | 0:1 (0:0) | Colombia     | Estadio Reales Tamarindos, Portoviejo                       |                                                             |
|                    |         |           | 86' Valencia | Asistencia: 24 000 espectadores Árbitro(s): Álvaro Arboleda | Asistencia: 24 000 espectadores Árbitro(s): Álvaro Arboleda |

## Goleadores
| Jugador            | Goles anotados | Asis. | PJ |      |
| Adolfo Valencia    | 2              | 1     | 5  | 360' |
| Víctor Aristizábal | 1              | 1     | 6  | 430' |
| Orlando Maturana   | 1              | 0     | 1  | 45'  |
| Freddy Rincón      | 1              | 0     | 5  | 409' |
| Luis Carlos Perea  | 1              | 0     | 5  | 425' |
| Diego Osorio       | 0              | 1     | 1  | 90'  |
| Leonel Álvarez     | 0              | 1     | 6  | 491' |
| Luis Herrera       | 0              | 1     | 6  | 540' |
| ------------------ | -------------- | ----- | -- | ---- |